# Emilián z Arménie
Svatý Emilián z Arménie byl mnich a mučedník v Arménii. Je uváděn spolu se svatým Dionýsiem a Šebestiánem.
Jeho svátek se slaví 8. února.